# Suurupi
Suurupi – wieś w Estonii, w prowincji Harju, w gminie Harku. We wsi znajdują się dwie latarnie morskie, obie na listę narodowych zabytków Estonii: dolna latarnia morska w Suurupi pod numerem 9465 oraz górna latarnia morska w Suurupi pod numerem 9459.